# Horta-Guinardó (distrito)

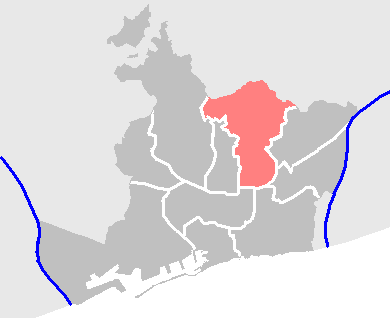
Localização do Distrito de Horta-Guinardo em Barcelona;

O Distrito de Horta-Guinardó é o terceiro em extensão de Barcelona, somente superado pelos de Sants-Monjuic e Sarrià-Sant Gervasi. Com uma superfície de 1.192 ha, representa 11,9% da extensão total do município. Sua população é de 169.920 habitantes (2005). Compreende a maior parte do território do antigo município de Sant Joan d'Horta.
Está situado ao nordeste da cidade, entre os distritos de Gràcia e Nou Barris. Limita ao sul com o Eixample, Sant Andreu e Sant Martí e ao norte, através da Serra de Collserola, com os municípios de Sant Cugat e Cerdanyola.
Seus bairros são: El Baix Guinardó, Can Baró, El Carmel, La Font d'en Fargues, El Guinardó, Horta, La Clota, Montbau, Sant Genís dels Agudells, La Teixonera e La Vall d'Hebron.
O processo de ocupação e urbanização do solo deste distrito está condicionado por sua variada topografia. A existência de unidades físicas como a serra de Collserola, o valle de Hebron ou a ribeira de Horta, tem dado a este distrito uma estrutura urbana muito diferenciada por sectores. Assim, ele encontra-se formado por um conjunto heterogêneo de áreas urbanas.